# Taga (Péni)
Pour les articles homonymes, voir Taga.
Taga, parfois appelé Tassa, est une commune rurale située dans le département de Péni de la province du Houet dans la région des Hauts-Bassins au Burkina Faso.

## Géographie
Taga se trouve à 8 km au sud-ouest de Péni et à 12 km au nord-est de Toussiana, au pied de la falaise de Banfora.
La commune est traversée par la route nationale 7. Bien que traversée également par la ligne de chemin de fer allant à Ouagadougou, Taga ne possède ni gare, ni halte ferroviaire ; l'arrêt le plus proche est celui de la gare de Péni.

## Éducation et santé
Le centre de soins le plus proche de Taga est le centre de santé et de promotion sociale (CSPS) de Péni.